# Крістер Веденбю
Крістер Веденбю (швед. Krister Wedenby; нар. 13 грудня 1971) — колишній шведський тенісист.
Найвищу одиночну позицію світового рейтингу — 260 місце досяг 12 жовтня 1992, парну — 336 місце — 9 листопада 1992 року.
Здобув 1 парний титул.

## Титули на челленджерах

### Парний розряд: (1)
| Ранг | Дата     | Турнір          | Покриття | Партнер            | Суперники                        | Рахунок       |
| ---- | -------- | --------------- | -------- | ------------------ | -------------------------------- | ------------- |
| 1.   | Сер 1992 | Відень, Австрія | Ґрунт    | Войцех Ковальський | Алексіс Гомбрехер Андрій Мерінов | 7–6, 4–6, 6–3 |